# Général Hiver

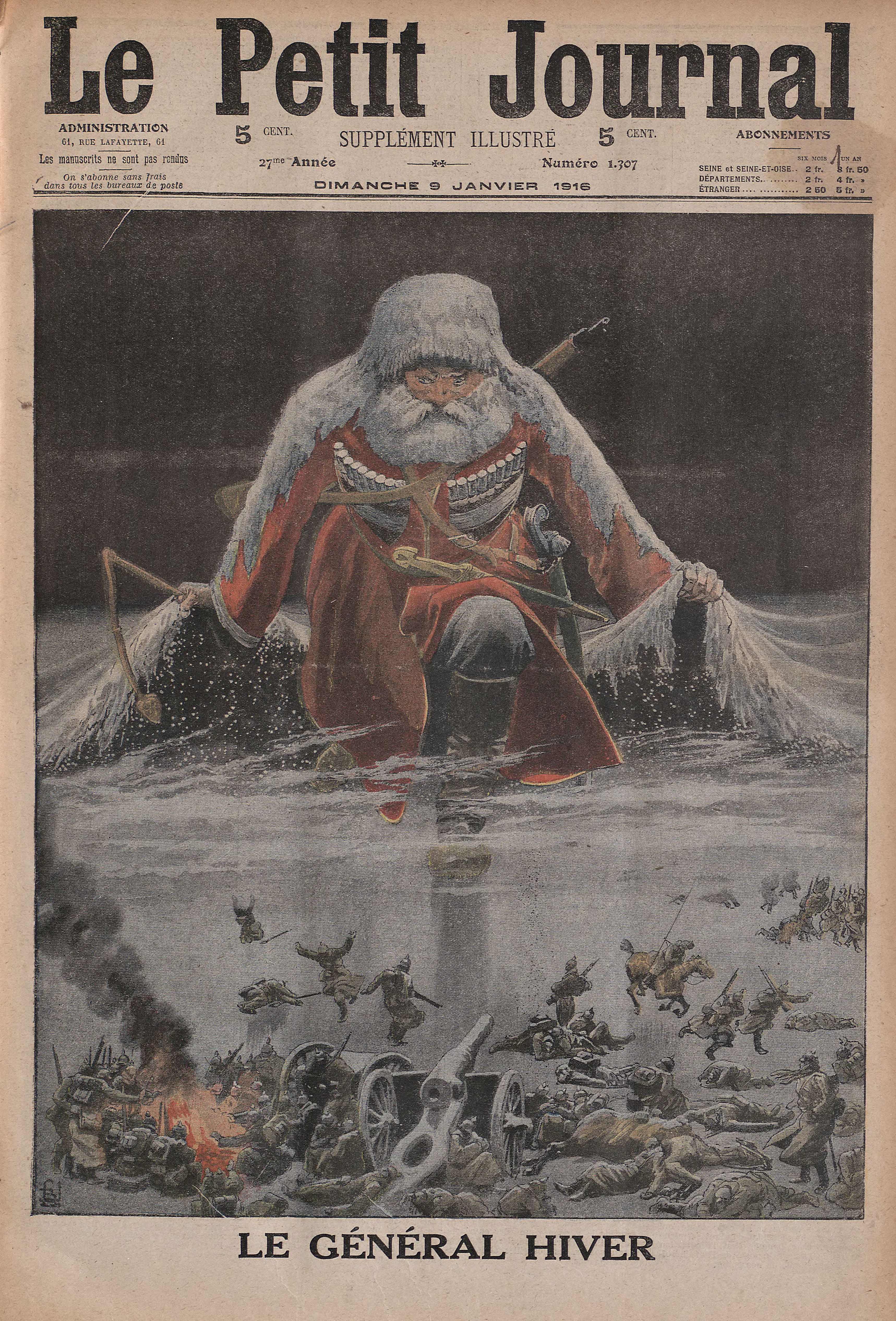
Le « Général Hiver », en illustration, en 1916, sur la première page du périodique français Le Petit Journal.

L'hiver russe, surnommé aussi le général Hiver, le général Givre, fut cité comme un facteur qui contribua de manière significative aux échecs militaires de plusieurs invasions de la Russie. Un facteur similaire est le « général Boue » (« raspoutitsa »).
L'impact de ce facteur reste controversé. Une étude militaire américaine de la guerre en hiver en Russie conclut que « le général Hiver » est un mythe perpétué pour rationaliser les défaites de l’ « invincible » génie militaire occidental face aux « inférieurs » russes. En réalité, les plans d’Hitler aussi bien que ceux de Napoléon commencèrent à être mis en échec bien avant l'hiver. Il est indéniable cependant que des conditions hivernales rigoureuses aggravèrent fortement leurs difficultés ultérieures.

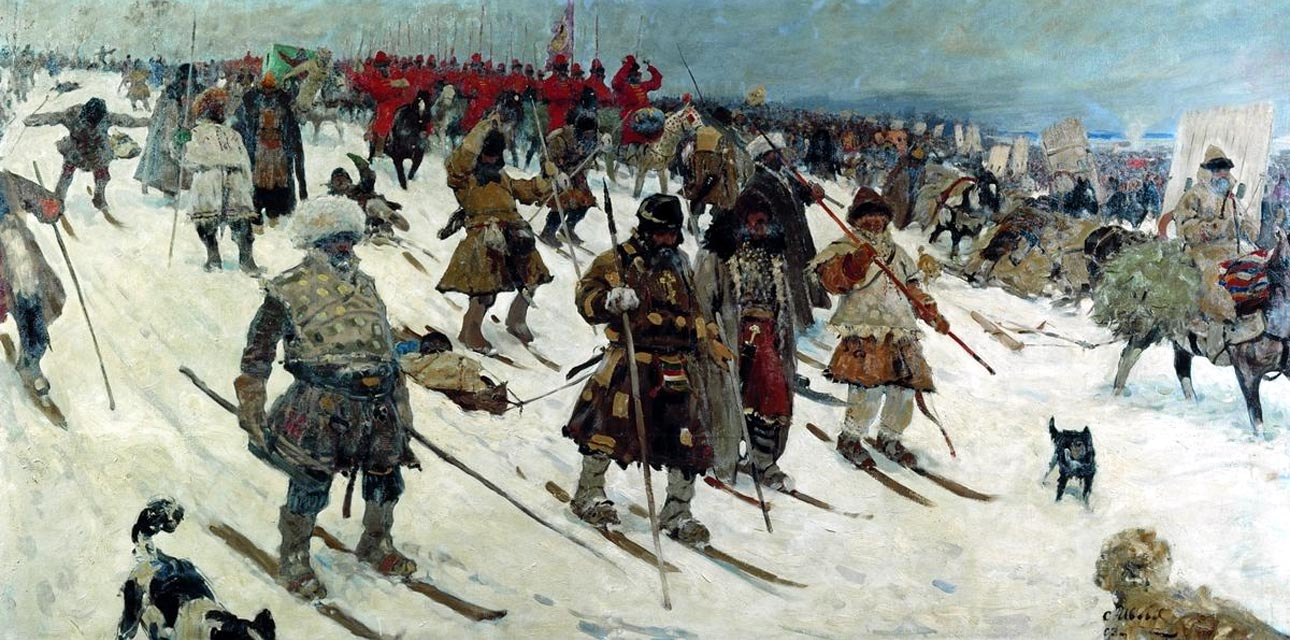
Russes médiévaux utilisant des skis pour faciliter leurs mouvements dans leurs campagnes d'hiver.

## Étude de cas

### Invasion suédoise de 1707
Durant la Grande guerre du Nord, Charles XII de Suède envahit la Russie de Pierre le Grand en 1707. Les Russes battirent en retraite, adoptant une politique de la terre brûlée. Cet hiver fut le plus brutal du XVIIIe siècle, si grave que l'eau salée du port de Venise gela. Les 35 000 hommes de troupes de Charles furent paralysés, et, au printemps seuls 19 000 d’entre eux subsistaient. La bataille de Poltava en 1709 scella la fin de l'Empire suédois.

### Invasion française de 1812

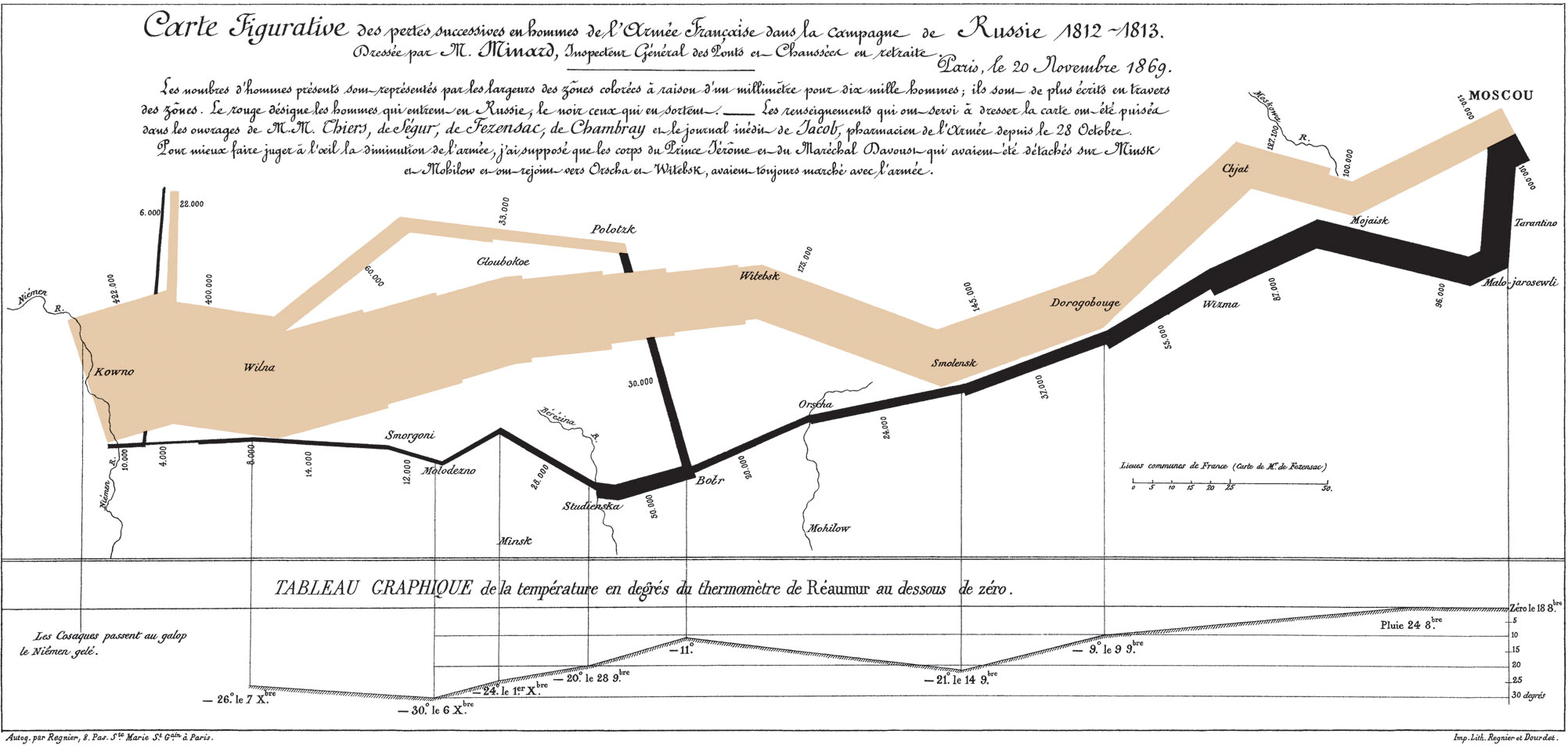
Le graphique de Charles Minard montrant la force de la Grande Armée comme elle partit en direction de Moscou et au retour, avec la température (en degré Réaumur) tracée sur le graphique inférieur pour le voyage de retour. Nota : -30° Réaumur = -37,5 °C.

La Grande Armée de Napoléon était forte de 610 000 hommes lorsqu’elle envahit la Russie, marchant sur Moscou, au début de l'été, le 23 juin 1812. L'armée russe se retira avant que les Français n’arrivent et brûla les récoltes et les villages, empêchant leur utilisation par l'ennemi. L'armée de Napoléon fut finalement réduite à 100 000 hommes. Son armée subit, en outre, des pertes encore plus désastreuses lorsque la retraite de Moscou commença en octobre.
Les Français blâmèrent le temps pour leur défaite, et dès 1835 Denis Davydov publia un article militaro-historique, intitulé « Est-ce le gel qui dévasta l'armée française en 1812 ? », où il démontra que les Français avaient subi des pertes dans des combats au cours de temps relativement doux et lista les raisons véritables. Il utilisa non seulement ses propres observations comme arguments, mais aussi des opinions étrangères, y compris celles d’auteurs français.

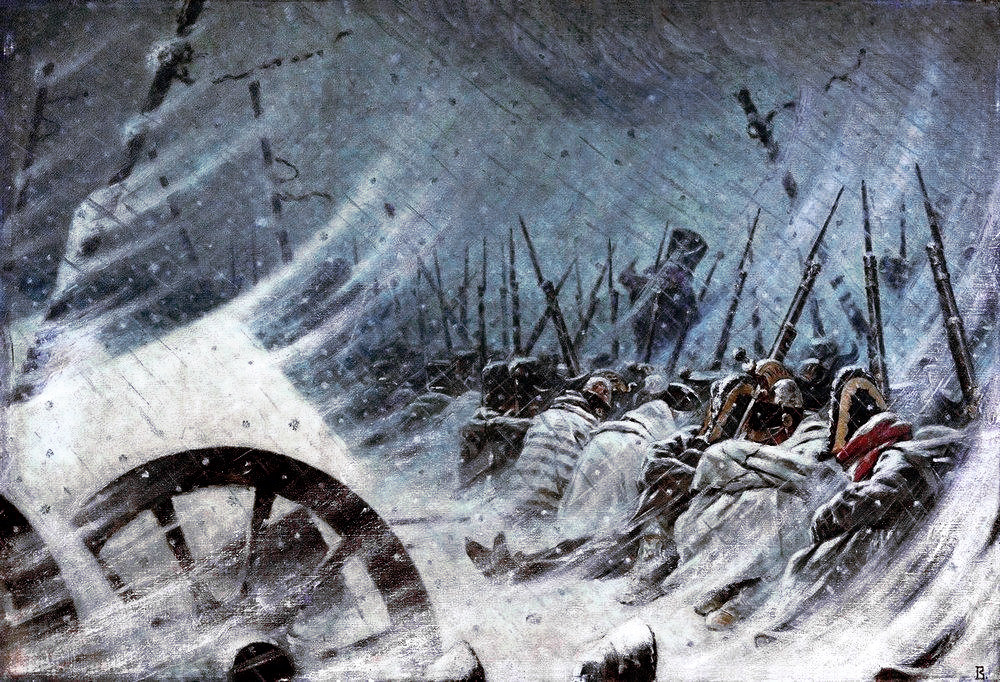
Le bivouac de nuit de l'armée de Napoléon lors de la retraite de Russie en 1812.

Selon une étude militaire américaine plus récente, le corps principal de la Grande Armée de Napoléon, initialement forte d’au moins 378 000 hommes, diminua de moitié au cours des huit premières semaines de l’invasion, avant la grande bataille de la campagne. Cette baisse est due en partie à la mise en garnison dans les centres d'approvisionnement, mais aussi aux maladies, aux désertions et aux pertes subies dans diverses actions mineures qui causèrent des milliers de pertes. À Borodino, le 7 septembre 1812, le seul engagement majeur en Russie, Napoléon ne pouvait rassembler plus de 135 000 hommes et perdit au moins 30 000 d'entre eux pour une victoire à la Pyrrhus à 900 kilomètres en territoire hostile. Les conséquences étaient son occupation incontestée et autodestructrice de Moscou et sa retraite humiliante, qui commença le 19 octobre, avant les premières gelées qui apparurent plus tard durant ce mois d’octobre et la première neige le 5 novembre.

### Intervention des Alliés en Russie, hiver 1918-1919
Au cours de l'expédition en Russie septentrionale de l'intervention alliée dans la guerre civile russe, les deux parties, les forces alliées et l'armée rouge bolchevique connaissaient ou apprirent rapidement les principes de la guerre hivernale et les appliquèrent chaque fois que possible. Toutefois, les deux parties connurent des pénuries de ressources et de temps, subissent les graves conséquences de leur impréparation, mais le général Hiver ne fournit pas un avantage décisif à l'un des côtés.

### Invasion allemande de 1941
Pendant la Seconde Guerre mondiale, la Wehrmacht manquait des fournitures nécessaires, tels que les uniformes d'hiver, en raison des nombreux retards dans les mouvements de l'armée allemande. Dans le même temps, les plans d’Hitler pour l'opération Barbarossa étaient mal engagés avant le début de l'hiver rigoureux : il était si confiant en une victoire rapide qu'il ne se prépara pas à la possibilité même de la guerre hivernale en URSS. En fait, son armée de l'Est enregistra plus de 734 000 victimes (environ 23 % de sa force moyenne de 3,2 millions d’hommes) au cours des cinq premiers mois de l'invasion avant le début de l'hiver. Le 27 novembre 1941, Eduard Wagner, quartier-maître général de l'armée allemande, indiqua : « Nous sommes au bout de nos ressources à la fois en personnel et en matériel. Nous sommes sur le point d'être confrontés avec les rigueurs de l'hiver ». À noter également le fait que l'hiver inhabituellement précoce de 1941 raccourcit la saison de la raspoutitsa, améliora la logistique au début du mois de novembre, alors que le temps étant encore que légèrement froid.

## Effets sur la guerre
Un certain nombre de facteurs doivent être pris en ligne de compte.
- La mobilité et la logistique en hiver sont grandement limitées, en particulier à travers champs, à la fois pour l'infanterie à pied et pour les transports[2]
- Les armes à feu et les moteurs gèlent sans lubrifiants spéciaux[2]
- Des logements adaptés pour le personnel doivent être installés, tant pour le personnel valide et les blessés[2]
- Le nombre de victimes de gelures peut être extrêmement élevé[2]

De ce fait, la défense est en général plus avantageuse que l'offensive en raison de tout ce qui précède.
Viktor Souvorov, écrivant à propos de la guerre germano-soviétique, remarqua que la véritable raison de la défaite des envahisseurs ne fut pas l'hiver russe en soi; mais qu’elle prenait racine dans le fait que le génie militaire des envahisseurs était surestimé: une planification intelligente d'une campagne militaire aurait envisagé tous les obstacles possibles: l’étendue de la Russie, son terrain, et l'hiver russe également.